# Кубенские
Кубенские — угасший княжеский род, ветвь  удельных князей Ярославских, Рюриковичи.
Род внесён в Бархатную книгу.
Однородцами являются князья: Пенковы, Романовичи, Курбские, Юхоцкие, Шестуновы, Щетинины, Засекины, Охлябинины, Львовы и Безчестьевы.

## Происхождение и история рода
Канонизированный Дмитрий Васильевич, князь Заозерский, имел от брака с некой Марией, сына князя Семёна Дмитриевича, который получил в 1440-е года волость Кубену или Кубень, то есть юго-восточную часть Кубенского озера с областью реки Кубены, в приданое за женой, дочерью князя Ивана Дмитриевича Дея, внука Романа Васильевича, князя Романовского, «а у него взял Кубену князь великий [Василий Тёмный]», поскольку сестра родоначальника — Софья Дмитриевна была замужем за мятежным князем Дмитрием Юрьевичем Шемякой. Родоначальник княжеского рода — князь Семён Дмитриевич Кубенский был внуком князя Василия Васильевича, который со стороны матери, был внуком великого князя Ивана Даниловича Калиты. Семён Дмитриевич утратил свой удел в 1447 году, который был присоединён к Москве, а потомки стали служилыми князьями.

## Известные представители

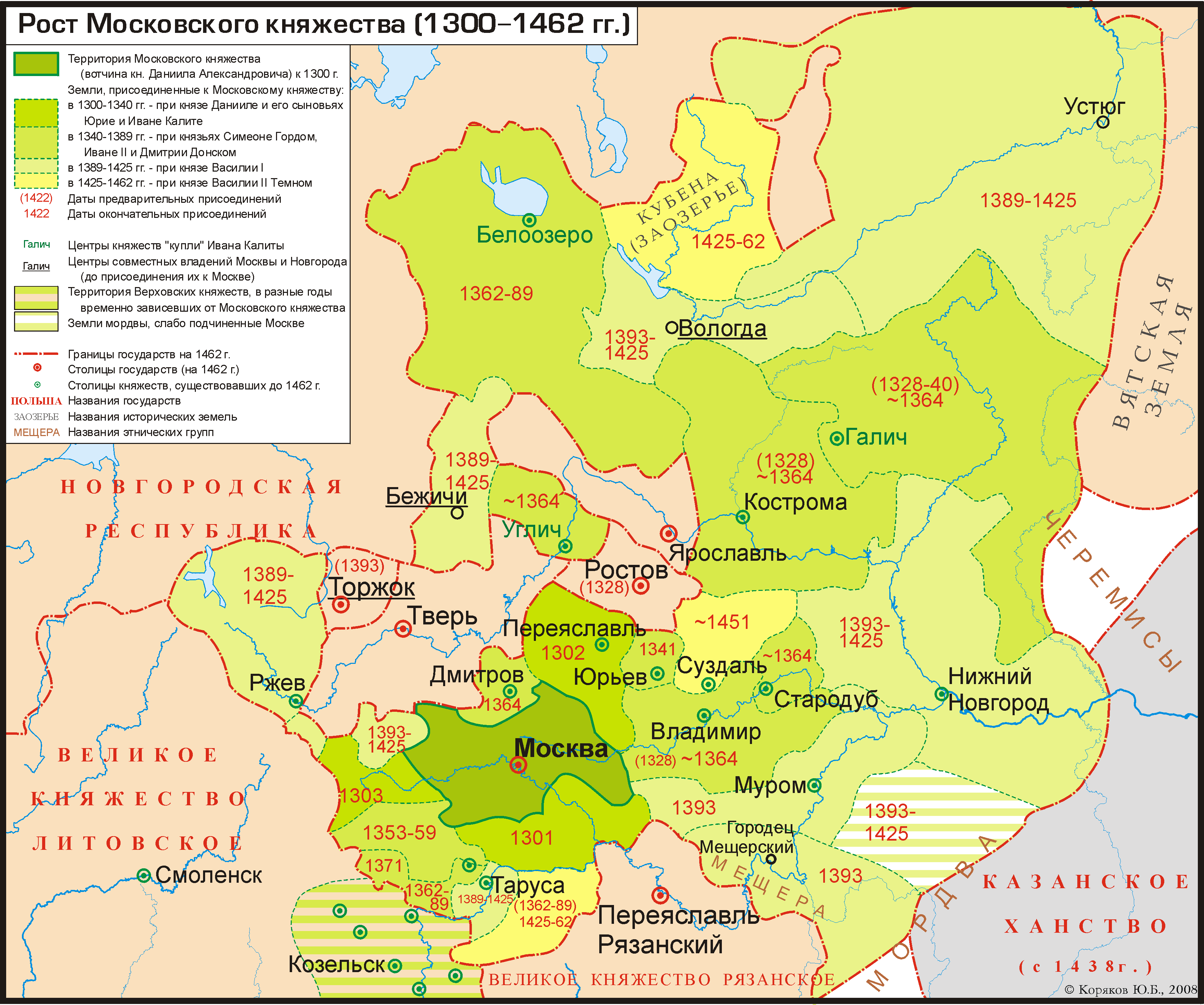
Расширение Московского княжества в 1300—1462 годах

- Иван Семёнович Большой — окольничий, на свадьбе князя Василия Даниловича Холмского ходил у саней великой княгини Софии (1500), женат на княжне Ульяне, дочери Андрея Васильевича, князя углицкого, брата Ивана III.
- Иван Семёнович Меньшой Шалуха — на свадьбе князя Холмского, находился в числе поезжан (1500), отправлял посольство к крымскому хану (1500), на свадьбе Ивана III нёс вино с стекляннице к венчанию (1526).
- Иван Иванович — кравчий (1530—1534), боярин и дворецкий (1535) был близок к великому князю московскому Василию; в 1546 году казнён по ложному доносу о подстрекательстве к бунту новгородских пищальников.
- Михаил Иванович — окольничий (1523), боярин (1525), ходил в большом полку против крымского хана Сафы Гирея. Умер в 1550 году.
- Василий Иванович Кубенский-Шалуха — подписался в поручительной грамоте по князю Михаилу Львовичу Глинскому (февраль 1527), в 1544 году голова в Государевом полку в Казанском походе, в сентябре 1551 года первый воевода  войск правой руки в походе к Полоцку.